# Elisabeth et Heinrich Crola
Elisabeth Concordia Crola, née Fränkel, (née le 28 septembre 1809 à Berlin, morte le 8 juillet 1878 à Ilsenburg) et Georg Heinrich Crola (de son vrai nom Croll, né le 6 juin 1804 à Dresde, mort le 6 mai 1879 à Ilsenburg) est un couple de peintres allemands. Leur fils Hugo Crola (1841-1910) fut également peintre.

## Biographie

### Elisabeth Concordia Fränkel
Elise est la deuxième des trois filles du banquier berlinois Joseph Maximilian Fränkel et de sa femme Caroline Sophie Elisabeth von Haller. La famille Fränkel est amatrice d'art. La jeune Elise rencontre enfant des personnalités telles que Carl Joseph Begas, le père de Reinhold Begas, Christian Daniel Rauch, Wilhelm von Schadow, ami proche de son père, les peintres Eduard Bendemann, Julius Hübner… Elle se montre douée et a très tôt des leçons de dessin du peintre Zimmermann. Wilhelm von Schadow conseille aux parents de donner à la jeune fille talentueuse une éducation artistique scolaire.
L'éducation religieuse et philosophique reçue d'Elise est donnée par Friedrich Schleiermacher, alors professeur de théologie à l'université Humboldt de Berlin.
Le développement artistique d'Elise est interrompu lorsque, à 21 ans (le 21 mars 1827), elle se marie avec le baron Karl Heinrich Ludwig von Weiher, âgé de 14 ans de plus qu'elle, mais le mariage sans enfant finit par un divorce en 1836.
Après la séparation, la jeune femme se retire de plus en plus et se consacre entièrement au travail artistique, isolée à la campagne. Elle aime particulièrement le Harz et le vallée de l'Ilse (en), où elle dessine beaucoup et séjourne à Ilsenburg.

### Georg Heinrich Crola
Georg Heinrich, fils de l'homme d'affaires de Dresde Croll, perd ses parents à l'âge de quatre ans et grandit avec les parents de sa mère à Meissen. Le grand-père Johann Karl Maucksch est un peintre de porcelaine, de scène de batailles, de chasse, paysagiste et architecte à la Manufacture royale de la porcelaine de Saxe, et professeur de dessin à l'école Saint Afra.
Le jeune Heinrich est victime d’une maladie des yeux et doit souvent rester éloigné de l’école, mais il va à l’extérieur. Ainsi, il parcourt souvent les environs pittoresques de Meissen et découvre les beautés de la nature. Dans la soirée, dans la mansarde, il capture les impressions de la journée sur une planche à dessin qu’il cache à son grand-père.
Quand Heinrich a 17 ans, son grand-père accepte le secret de son petit-fils et le confie à des peintres de Dresde, Johann Christian Klengel et Johann David Schubert, qui lui permettent d'entrer à l'académie de Dresde.
Heinrich n’a pas les moyens de s’installer à Dresde et voyage plusieurs fois par semaine de Meissen à Dresde et inversement. Il profite du paysage et surtout de sa vision de la façon dont le même environnement et les saisons changent.
En 1822, son grand-père meurt. Heinrich aurait pu être à la manufacture de porcelaine et gagner un revenu stable, mais il préfère devenir peintre de bataille. Il se présente à l'artillerie prussienne à Berlin qui le refuse.
Crola revient à Meissen, gagne sa vie en jouant de la guitare, et change son nom en Crola afin d'éviter le service militaire saxon. Il donne des cours de dessin et poursuit ses études à Dresde.
En 1825, Heinrich s'installe à Dresde. Il devient un élève de Caspar David Friedrich et Johan Christian Dahl et grandit dans le célèbre cercle des romantiques de Dresde. Cependant, pour gagner sa vie, il doit travailler comme peintre de boîtes chez un fabricant de Dresde. Le duc de Cobourg-Gotha découvre en 1828 certaines œuvres grâce à son fils le prince. Crola est chargé de peindre des châteaux et des paysages autour de Gotha.
Cependant il se lasse, quitte Dresde en 1828 pour une vie de bohème. Il est particulièrement impressionné par la beauté du Harz, en particulier par la vallée de l'Ilse et Ilsenburg, où il prend un appartement.
À l'été 1829, le comte Henrich zu Stolberg-Wernigerode lui permet d'installer son atelier de peintre au château de Wernigerode. Avec les œuvres de cette époque, en particulier le Coucher du soleil sur le Brocken et les paysages du Christianental (de) près de Wernigerode, il remporte des succès lors d'expositions d'art à Hambourg et à Dresde et peut vendre des tableaux.

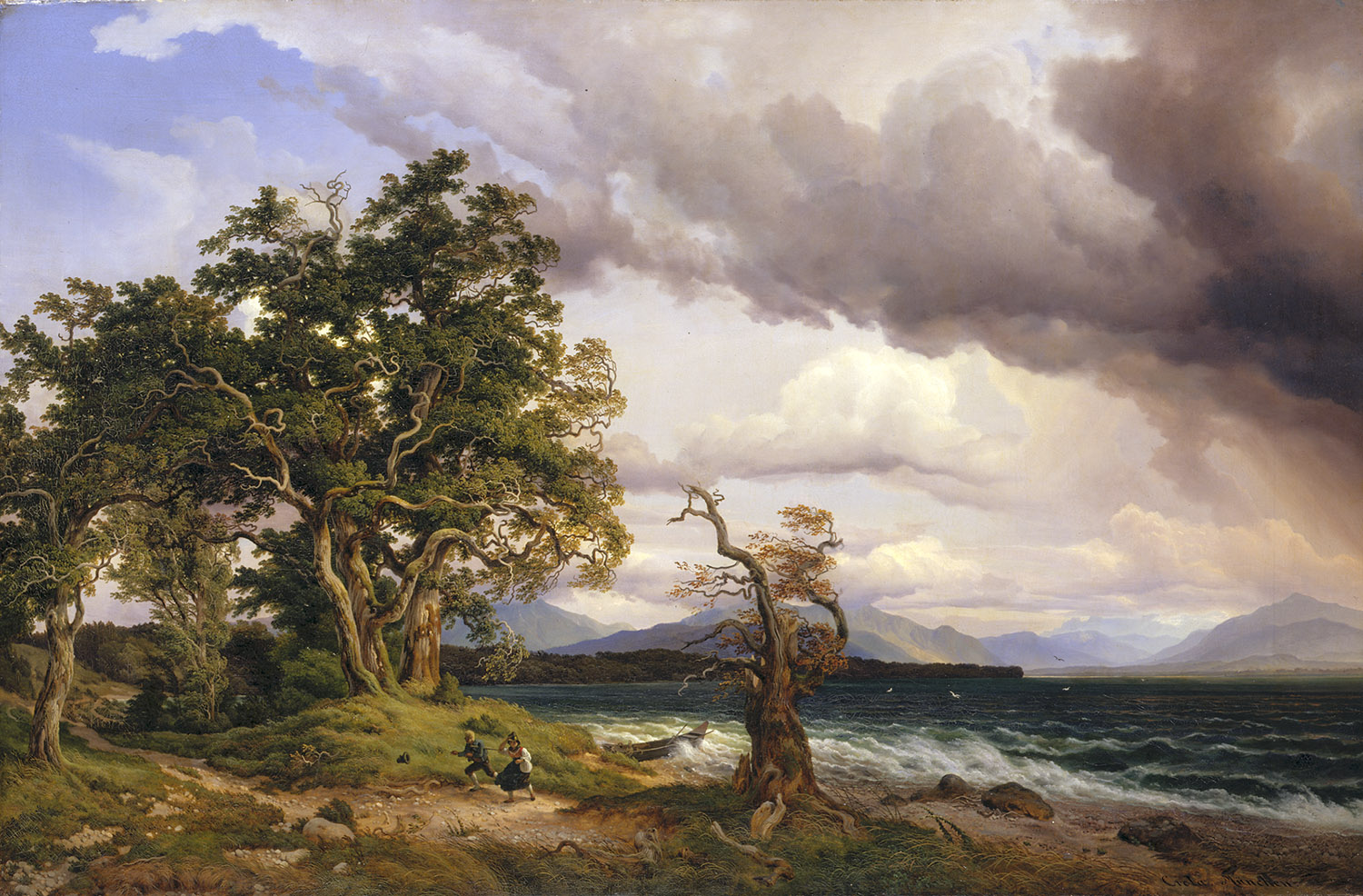
Tempête sur le Chiemsee, 1833

Toujours au nom du duc de Cobourg-Gotha, il peint maintenant en Styrie, dans le Salzkammergut et au Tyrol et trouve à Munich des acheteurs. Il y passe l'année 1830. En 1838, son envie de voyager le mène le long du Rhin, où il fait la connaissance de l'école de peinture de Düsseldorf, puis de la forêt de Teutberg et enfin à Ilsenburg.
Cependant, lorsqu'il souhaite s'installer de nouveau dans son ancien quartier d'Ilsenburg, une baronne de Berlin, Weiher, y habite.

### Vie commune
Le peintre Julius Hübner rend visite à Heinrich Crola dans la maison Fränkel de Berlin. Ici, il voit les peintures et les dessins d'Elise, d'autant plus qu'il n'a pas réellement une haute opinion des peintures des femmes.
Entre Elisabeth Concordia et Georg Heinrich se développe une affection extraordinaire, qui aboutit le 23 octobre 1840 au mariage.
En 1841, Elise donne naissance à son premier fils Hugo. Suivent quatre enfants dans la maison près du château d'Ilsenburg (de). Cependant le couple Crola fait de nombreux voyages ensemble en Suisse, en Italie et en Norvège, ainsi qu'en Allemagne à Munich , Berlin et Dresde. Leurs meilleurs amis sont Wilhelm von Kügelgen et Adrian Ludwig Richter.
Heinrich, qui préfère plus tard le nom de Georg, ne peut finalement travailler qu'avec de fortes lunettes. Il peint son dernier tableau en 1867.
Elise meurt à 68 ans. Quelque temps après le décès de son épouse, Georg Heinrich subit un accident vasculaire cérébral, dont il récupère, puis meurt sans maladie grave.